# 名古屋市南陽図書館
名古屋市南陽図書館（なごやしなんようとしょかん）は、名古屋市港区秋葉の名古屋市図書館の分館である。2016年度の蔵書数は66,600冊、貸出数は165,483冊である。
図書を66,600冊（一般書：47,519冊、児童書：19,073冊）、新聞を20紙、雑誌を165誌、視聴覚資料を1,522点（紙芝居：590組、CD：571枚、カセットテープ:0巻、ビデオテープ：118巻、ビデオディスク：225枚、CD・DVD-ROM：18枚）所蔵している。

## 概要
2002年（平成14年）7月12日、名古屋市図書館18館目の名古屋市南陽図書館として開館した。

## サービス
図書館の入館や利用はだれでも可能であるが、館外貸出には利用者登録が必要で愛知県在住、在勤、在学者のみが可能となっている。
館外貸出
図書が最大14日で6冊まで、それとは別に紙芝居が3組、カセットテープ・CD・DVDが3点、紙芝居舞台1台の館外帯出が可能である。また、返却は紙芝居の舞台以外であれば貸し出し館に限らず名古屋市図書館各館において行うことができる。ただし、貸出点数に関しては、名古屋市図書館全館で共通して計算する。
開館時間
火 - 土：9時30分 - 19時00分
日・祝日：9時30分 - 17時00分
休館日
月曜日（祝日の場合は開館し翌日休館）
毎月第3金曜日（祝日の場合は開館）
特別整理期間
年末年始（12月29日から1月4日まで）

## 交通アクセス
- 名古屋市営バス「知多」停留所下車西へ徒歩5分[5]

## 公式サイト
- 公式ウェブサイト（日本語）